# Linnaemya gracilipalpis
Linnaemya gracilipalpis là một loài ruồi trong họ Tachinidae.